# Timsmales ezers
Timsmales ezers este o arie protejată (arie specială de conservare — SAC, sit de importanță comunitară — SCI, arie de protecție specială avifaunistică — SPA) din Letonia întinsă pe o suprafață de 101,1 ha, integral pe uscat.

## Localizare
Centrul sitului Timsmales ezers este situat la coordonatele 56°37′59″N 26°11′06″E / 56.6331°N 26.185°E.

## Înființare
Situl Timsmales ezers a fost declarat arie de protecție specială avifaunistică în decembrie 2003 pentru a proteja 1 specie de plante. Alte tipuri de protecție:
- sit de importanță comunitară (în mai 2004)
- arie specială de conservare (în mai 2004)[1][3][4]

## Biodiversitate
Situată în ecoregiunea boreală, aria protejată conține 3 habitate naturale: Ape stătătoare oligotrofe până la mezotrofe, cu vegetație de Littorelletea uniflorae și/sau de Isoëto-Nanojuncetea, Taiga vestică, Păduri caducifoliate de mlaștină fino-scandinave.
La baza desemnării sitului se află o specie protejată de  plante: dedițelul (Pulsatilla patens)
Pe lângă speciile protejate, pe teritoriul sitului au mai fost identificate 1 specie de plante.